# Kaufmann im Einzelhandel
Kaufmann im Einzelhandel bzw. Einzelhandelskaufmann ist ein Ausbildungsberuf, dessen Tätigkeitsbereich dem Berufsfeld Wirtschaft und Verwaltung, Schwerpunkt Absatzwirtschaft und Kundenberatung, zugeordnet ist. Kaufleute im Einzelhandel sind vorwiegend für den Verkauf unterschiedlicher Konsumgüter angestellt.

## Tätigkeitsbereich
Kaufleute im Einzelhandel informieren und beraten Kunden, verkaufen ihre vorhandenen Waren und kassieren den Preis für die Ware. Sie übernehmen auch betriebswirtschaftliche Aufgaben im Personal- und Rechnungswesen, wirken bei der Ladendekoration und bei der Sortimentsgestaltung mit. Beschäftigungsmöglichkeiten finden Kaufleute im Einzelhandel insbesondere in Fachgeschäften, Filialen oder Fachmärkten. Je nach Art, Größe und Struktur des Betriebes sind sie sowohl im Büro als auch im Verkaufsraum und im Lager tätig.

## Ausbildung Deutschland
Im Jahr 2023 wurden in Deutschland 16.506 neue Ausbildungsverträge abgeschlossen. Auf der deutschen Rangliste der Ausbildungsberufe nach Neuabschlüssen steht der Ausbildungsberuf damit auf Rang 6.
Der Beruf wird ohne Spezialisierung nach Fachrichtungen oder Schwerpunkten im Handel ausgebildet. Die Ausbildungsinhalte umfassen unter anderem die Vermittlung von Kenntnissen in der Warenannahme, Warenkontrolle, der Verkaufsvorbereitung sowie der Lagerwirtschaft. Ein weiterer Lernbereich umfasst die Kundenkommunikation, z. B. das Führen von Beratungs- und Verkaufsgesprächen sowie die Abwicklung von Reklamationen. Aufgrund des ständigen Kontakts mit Kunden sollten angehende Kaufleute im Einzelhandel über mündliche Kommunikationsstärke, über ein sicheres Auftreten und gepflegte Umgangsformen verfügen. Sie werden auch im Personal- und Rechnungswesen sowie heute vermehrt in der Entwicklung und Leitung eines Einzelhandelsbetriebes ausgebildet.
Die reguläre Ausbildungszeit beträgt drei Jahre. Die Kaufleute werden bis zum zweiten Ausbildungsjahr zusammen mit den Verkäufern ausgebildet, deswegen ist es für Verkäufer möglich (soweit dies der Ausbildungsbetrieb unterstützt), die Ausbildung zum Kaufmann im Einzelhandel direkt fortzusetzen. Eine Verkürzung um bis zu einem Jahr kann stattfinden, wenn eine höhere Schulbildung bereits vor Beginn der Ausbildung erfolgreich abgeschlossen wurde (zum Beispiel die allgemeine Hochschulreife) oder wenn zu erwarten ist, dass das Ausbildungsziel in der gekürzten Zeit erreicht wird (beispielsweise aufgrund guter Schulnoten). Die Verkürzung wird im laufenden Jahr oder im Vorhinein bei der zuständigen Stelle (in der Regel die IHK) beantragt.

## Ausbildung Österreich
Die Ausbildung zum Einzelhandelskaufmann erfolgt ebenfalls im Rahmen einer dreijährigen Lehre im dualen Ausbildungssystem an den entsprechenden Berufsschulen und bei gewerblichen Lehrbetrieben. Im Unterschied zu Deutschland gibt es in Österreich keine gesonderte Ausbildung zum Verkäufer. Daher wird der Lehrberuf Einzelhandel mit 14 verschiedenen Schwerpunkten angeboten: Allgemeiner Einzelhandel, Baustoffhandel, Einrichtungsberatung, Eisen- und Hartwaren, Elektro-Elektronikberatung, Fleischfachhandel, Kraftfahrzeuge und Ersatzteile, Lebensmittelhandel, Parfümerie, Schuhe, Sportartikel, Telekommunikation, Textilhandel, Uhren- und Juwelenberatung. Als schulische Voraussetzung reicht laut Gesetz die Absolvierung der neunjährigen Schulpflicht. Die meisten erfolgreichen Bewerber haben jedoch eine Hauptschule und/oder Polytechnische Schule (Real/Regionale Schule) abgeschlossen.
Die Ausbildungsinhalte unterscheiden sich nicht wesentlich von jenen in Deutschland. Die schwerpunktspezifischen Ausbildungsinhalte ergeben sich aus den jeweiligen Tätigkeitsbereichen. Die Ausbildung endet mit der Lehrabschlussprüfung, die sich aus einem schriftlichen und mündlichen Teil zusammensetzt. Die bestandene Prüfung ermöglicht eine Verkürzung der Lehrzeit bei verwandten Berufen wie Foto- und Multimediakaufmann, Großhandelskaufmann und Lagerlogistiker, Industriekaufmann oder Bürokaufmann.

## Situation und Perspektiven nach der Ausbildung
Das Problem der Niedriglohnbeschäftigung im deutschen Einzelhandel sowohl in Vollzeit als auch in Teilzeit ist signifikant angewachsen. Der private Dienstleistungssektor, zu dem auch der Einzelhandel zählt, weist generell eine niedrigere Tarifabdeckung und stärkere Verbreitung von atypischen Beschäftigungsformen, insbesondere Minijobs und Zeitarbeit, auf.
So ist im Zeitraum von 1999 bis 2009 ein Anstieg von Teilzeitstellen zu verzeichnen. Im gleichen Zeitraum sank der Anteil der Beschäftigten mit abgeschlossener Berufsausbildung von 82 auf unter 75 %.
Nach der dualen Ausbildung endet das befristete Dienstverhältnis. Die Übernahmequote in ein Arbeitsverhältnis durch ihre Ausbildungsbetriebe für Kaufleute im Einzelhandel sinkt. Dem generellen Trend folgend ist die Rate in den neuen Bundesländern noch niedriger und liegt unter 40 %.
Kaufleute im Einzelhandel können sich nach einem weiteren Jahr Berufspraxis unter anderem zum Handelsfachwirt, zum Fachwirt für Vertrieb im Einzelhandel oder zum Staatl. gepr. Betriebswirt fortbilden.
Ebenfalls mit einem Jahr Berufspraxis im Vertrieb haben sie überdies die Möglichkeit, sich zum Fachkaufmann für Vertriebsmanagement fortzubilden.